# 法明頓 (喬治亞州)
法明頓（英語：Farmington）是位於美國喬治亞州奧康尼縣的一個非建制地區。該地的面積和人口皆未知。

## 地理
法明頓的座標為33°46′34″N 83°25′25″W / 33.77611°N 83.42361°W，而該地的平均海拔高度為232米（即761英尺）。